# Fernando Santoro
Pour les articles homonymes, voir Santoro.
Fernando José de Santoro Moreira est un philosophe et poète brésilien contemporain. Directeur de l'Institut de sciences humaines et philosophie de l'Université du Brésil depuis 1998, il est depuis novembre 2009 le responsable lusophone du Vocabulaire européen des philosophies.

## Biographie
Professeur de philosophie antique
Diplômé en philosophie par l'Université du Brésil de Rio en 1990 et en lettres françaises par l'Université de Nancy en 1992, Fernando Santoro enseigne dans la première depuis cette date, après avoir assuré une vacation trimestrielle à l'université de l'État de Rio de Janeiro. Formé par un des éminents spécialistes brésiliens de Heidegger, le néoplatonicien Emmanuel Carneiro Leão (pt), il participe parallèlement de 1996 à 2000 au comité de rédaction de la revue Thaumadzati.
En 1998, il soutient à l'université du Brésil une thèse de doctorat intitulée Poétique de la vérité. Dans le cadre des second et troisième cycles (pt) (CAPES), il y dirige depuis l'Institut de sciences humaines et de philosophie et le laboratoire d'études grecques classiques OUSIA au sein du département de philosophie de la faculté de sciences humaines. En 2007, il conduit la réforme des études de philosophie de l'UFJR et obtient l'année suivante l'habilitation à diriger les thèses de troisième cycle (pt).
Chercheur en sophistique
En 2000, il suit un cursus post doctoral en Sorbonne et intègre l'équipe de chercheurs GDR 1061 du CNRS que dirige Barbara Cassin et qui prépare le Vocabulaire européen des philosophies (VEP). De 2007 à 2009, en parallèle de son travail d'enseignant, ses recherches sont appointées par la Bibliothèque nationale de Rio. En 2010, il prend pour deux années la charge de secrétaire général de la Société brésilienne d'études classiques (SBEC).
En 2011, il est détaché au Centre Léon Robin de la Sorbonne, où il est chargé de cours en tant que professeur des universités associé, et en 2013 pareillement au Labex transfers de l'École normale. Cette même année 2013, il anime au sein du Collège international de philosophie (CIPh) un séminaire intitulé La Poétique des Intraduisibles.

## Œuvre philosophique

### Essais
- Poesia e Verdade, Sette Letras, Rio, 1994, 104 p.
- O Poema de Parmênides : Da Natureza, vol. I, Azougue, Rio, 2006, 132 p., rééd. dir. S. Cohn, 2009, 120 p.  (ISBN 9788579200120).
- Arqueologia dos Prazeres, Objetiva, Rio, 2007, 268 p.
- Filósofos Épicos, vol. I "Xenófanes e Parmênides", Hexis, Rio, 2011, 184 p.  (ISBN 978-85-62987-05-2).

### Direction d'ouvrages collectifs
- Avec H. F. Cairus & T. O. Ribeiro, Acerca do Poema de Parmênides,Azougue, Rio, 2007, 288 p., réed. 2009, 240 p.  (ISBN 9788588338975).
- Avec G. Fogel & M. C. Schuback, Pensamento no Brasil, vol. I, "Emmanuel Carneiro Leão", Hexis, Rio, 2010, 423 p.
- Avec M. C. Schuback & M. A. Casanova, Gilan Fogel, Hexis, Rio, 2013, 328 p.

### Direction de numéros de revue
- Revista Filosófica Brasileira, Département de philosophie de l'UFRJ, Rio, 2003.
- Anais de Filosofia Clássica, vol. III, Laboratoire Ousia de l'UFRJ, Rio, 2009.
- Aisthe, vol. III, n° 4, PPGF de l'UFRJ, Rio, 2009  (ISSN 1981-7827).

### Articles encyclopédiques
- Aristotelismo, in dir. F. C. Teixeira da Silva, Enciclopédia de Guerras e Revoluções do Século XX - As Grandes Transformações do Mundo Contemporâneo: Conflitos, Cultura e Comportamento., Campus (pt), Rio, 2004  (ISBN 8535214062).
- Ficar (pt), in dir. B. Cassin, Vocabulaire européen des philosophies, Seuil & Le Robert, Paris, 2004  (ISBN 2020307308).
- Há, in dir. B. Cassin, Vocabulaire européen des philosophies, Seuil & Le Robert, Paris, 2004  (ISBN 2020307308).
- Saudade, in dir. B. Cassin, Vocabulaire européen des philosophies, Seuil & Le Robert, Paris, 2004  (ISBN 2020307308).

### Articles parus dans des revues spécialisées
- Lavra dos Ócios, in Letras e Artes, n° 9, p. 25, Rio, 5 juin 1990.
- Poesia e Verdade, in CEP20000 Quadrinhos, n° 2, pp. 36-37, décembre 1994.
- Semana Sim, in O Carioca, n° 4, p. 53, Rio, mars 1997.
- Safira, in Panorama, n° 2, p. 3, Rio, juin 1999.
- A retomada do pensamento aristotélico no mundo contemporâneo, in Philia, n° 16, pp. 4-5, Rio, mai 2003.
- O inferior e o superior, in Global, n° 1, pp. 29-30, Rio, 14 octobre 2003.
- Risos no tribunal. As referências de Sócrates à comédia e a Aristófanes, na Apologia, in VI Congresso da SBEC - caderno de programação e resumos, n° 1, pp. 606-611, Mauad, Rio, 2005.
- Signos e Sentidos, in Anais do I Forum de Linguagem, Forum de Ciência e Cultura da UFRJ, Rio, 2005.
- Nem certo nem errado, muito pelo contrário!, in Olhar Virtual, n° 85, Rio, 26 juillet 2005.
- Avec R. Ricardo, Um quebra-cabeça de milênios, in Jornal da UFRJ, n° 24, pp. 22-23, Rio, 8 mars 2007.
- O Nome dos Deuses, in Anais de Filosofia Clássica, n° 1 "I Simpósio Internacional OUSIA de Estudos Clássicos : O Poema de Parmênides", Rio, 2006.
- A Catarse na Comédia, in Archai, n° 1, p. 11, Brasília, 2007.
- O desafio de Platão e a resposta de Aristóteles : como anistiar o poeta exilado por Sócrates., in Anais de Filosofia Clássica, n° 2 "Seminário OUSIA de Estudos Clássicos : Seminário poética", Rio, 2007.
- Avec C. Fittipaldi, Enxame, in Revista Global Brasil, pp. 34-43, Rio, 10 mars 2008.
- Avec R. Guéron, Biopolítica e Biopoder, in Revista Global Brasil, pp. 14-20, Rio, 10 mars 2008.
- No princípio, o texto, in Discutindo Filosofia, p. 64, , São Paulo, avril 2008.
- Para uma Arqueologia das Categorias de Aristóteles, in Anais de Filosofia Antiga, n° 2 "II Seminário de Filosofia Antiga", Rio, 2008.
- A Arte na educação à partir de Aristóteles, in Revista Educação, p. 5, São Paulo, décembre 2012.

### Articles parus dans des journaux
- A Lição de Música, in Mais[nb 1], p. 7, Groupe Folha, São Paulo, 17 juillet 2005.
- De volta à República, in Mais, Groupe Folha, São Paulo, 25 février 2007.
- Filoctetes, in O Globo, Rio, 19 août 2009.
- Avec E. Apter, I. A. Bocayuva, J. Lezra & N. Miura, Français, gardez votre langue à l'université, in Libération, p. 20, Paris, 22 mai 2013.

### Préfaces
- H. Murachco, Língua Grega, visão semântica, lógica, orgânica e funcional, Vozes (pt), Petrópolis, 2001.
- B. Cassin, O Efeito Sofístico, Editora 34, São Paulo, 2005,  (ISBN 85-7326-330-X).
- G. Veiga, Teatro e Teoria na Grécia Antiga, Thesaurus, Brasilia, réed. 2008.
- S. de Castro, A Teoria Aristotélica da Substância, Contraponto, Rio, 2008  (ISBN 978-85-7866-004-8).
- F. Santoro, H. F. Cairus & T. O. Ribeiro, Acerca do Poema de Parmênides, Azougue, Rio de Janeiro, 2009,  (ISBN 9788579200113).
- J. B. Carvalho & S. de Castro, Educação, Ética e Tragédia, Nau, Rio, 2009  (ISBN 9788585936716).

### Traductions en portugais
- Aristote, Metafísica de Aristóteles Livro IV, Laboratoire Ousia de l'UFRJ, Rio, 2000, 20 p.
- R. Lefebvre, Referência e Semelhança : as amizades de Aristóteles, in Analytica, vol. I, série 1, n° 1, Rio, 2002, 29 p.
- Aristote, Tratado Coisliniano (Epítome do Livro II da Poética de Aristóteles), Letras Clássicas, São Paulo, 2004, 10 p.
- Sappho, Papyrus Coloniensis ed. A. West, Folha de S.Paulo, n° 1, p. 1, Groupe Folha, São Paulo, 2005.
- Parménide, Da Natureza, Laboratoire Ousia de l'UFRJ, Rio, 2006, 78 p.
- B. Cassin, Ver Helena em toda mulher, in +Mais!, n° 698, Groupe Folha, São Paulo, 2005.
- F. Dastur, Romance e filosofia : o Hypérion de Hölderlin[2], Quarteto editora, Salvador, 2006.
- D. Konstan, Em Defesa de Creso, ou o Suspense como uma emoção estética, in Aisthe, vol. III, n° 3, Rio, 2009, 16 p.  (ISSN 1981-7827).
- Avec E. G. Oliveira, P. Destrée, Educaçao Moral e Kátharsis Trágica, in Les Études philosophiques, n° 4, PUF, Paris, 2010, 20 p.

## Œuvre poétique

### Recueils
- Agravo, 1991.
- Imaculada, Sette Letras, Rio, 1999, 96 p.  (ISBN 85-7388-138-0).

### Mise en scène
- Platon, Le Banquet, université pontificale, Rio, 1998, 120 min.

### Mélodies
- F. Santoro, La Blonde[rf 1], Maison francobrésilienne, Rio, 1999, 20 min.
- F. Santoro, Adultères littéraires[rf 2], Maison de la Culture Margarida Reis (pt), Rio, 1999, 20 min.
- F. Santoro, Trajectoire poétique[rf 3], Théâtre municipal Sérgio Porto (pt), Rio, 2005, 60 min.
- Sappho, Monodie lyrique[rf 4], IFCS des PPGF & PPGLC de l'UFRJ, Rio, 2007, 30 min.
- Parménide, avec A. P. Wacziarg, Le Poème, Théâtre Leopoldo Miguez de l'Ecole de musique de l'UFRJ, Rio, 2011, 30 min,
  - réed. CCIC, Cerisy, 2012, Musée Chillida Leku (ca), Saint-Sébastien, 2012.

### Traductions en portugais
- R. M. Rilke, Jardins, Sette Letras, Rio, 1995, 168 p.

## Concepts clefs

### L'intraduction
Fernando Santoro a été en novembre 2010 l'introducteur en sophistique du concept d'intraduction. Emprunté aux poètes concrétiste (pt)s Augusto de Campos et Haroldo de Campos (pt), le terme désigne en ce sens les efforts pour traduire les idiomatismes qui résistent à la traduction parce qu'ils se réfèrent à une culture étrangère, dans laquelle ils ont souvent une valeur performative qui les rend incompréhensibles hors contexte. Le concept met en évidence que le langage ne se réduit pas à sa fonction de communication et que par conséquent, comme le dénonçait Lacan à propos de l'espéranto, il n'y a pas de traduction mécanique possible sans un asséchement sémantique gros d'un projet d'asservissement politique.

### La poésie, mère de la philosophie.
La philosophie classique s'est efforcée de se constituer en discours ontologique en se dégageant d'un discours performatif, encore sensible dans les fragments présocratiques étudiés par Heidegger et présent chez les sophistes, et en reléguant celui-ci à la poésie épique et son rôle de propagande, à la poésie dramatique et son effet cathartique.